# Coelachne perpusilla
Coelachne perpusilla là một loài thực vật có hoa trong họ Hòa thảo. Loài này được (Nees ex Steud.) Thwaites mô tả khoa học đầu tiên năm 1864.